# Тамарёкутя
Тамарёкутя (яп. 玉緑茶) — японский зелёный чай с острым ягодным вкусом и глубоким ароматом цитрусовых и трав.
Растёт и собирается на острове Кюсю. Чай заваривается в течение двух минут при температуре около 70 °C. Настой имеет золотисто-жёлтый оттенок. Является тонизирующим средством, которое можно пить целый день.